# 市原郵便局
市原郵便局（いちはらゆうびんきょく）
- 千葉県市原市にある郵便局。本記事にて記述する。

 市原簡易郵便局（いちはらかんいゆうびんきょく）
- 滋賀県東近江市にある簡易郵便局。局番号は46714。

市原郵便局（いちはらゆうびんきょく）は千葉県市原市白金町にある郵便局である。民営化前の分類では集配普通郵便局であった。

## 概要
住所：〒290-8799 千葉県市原市白金町4-1

### 併設施設
- ゆうちょ銀行市原店（さいたま支店市原出張所）：取扱店番号054050

## 沿革
- 1967年（昭和42年）9月11日 - 市原郵便局[1]として、市原市白金町に開局。同日、旧・市原郵便局[1]および五井郵便局[2]から集配業務を移管[3]。
- 1997年（平成9年）6月23日 - 外国通貨の両替および旅行小切手の売買に関する業務取扱を開始。
- 2007年（平成19年）10月1日 - 民営化に伴い、併設された郵便事業市原支店、ゆうちょ銀行市原店に一部業務を移管。
- 2012年（平成24年）10月1日 - 日本郵便株式会社発足に伴い、郵便事業市原支店を市原郵便局に統合。
- 2020年（令和2年）3月23日 - 市津郵便局から集配業務を移管。

## 取扱内容

### 市原郵便局
- 郵便、印紙、ゆうパック、内容証明
- 生命保険、バイク自賠責保険、自動車保険
- 市原市内の一部地域（〒290-00xx、290-01xx）の集配業務
- ゆうゆう窓口

### ゆうちょ銀行市原店
- 貯金、貸付、為替、振替、振込、国際送金、外貨両替、国債、投資信託、変額年金保険
- ATM

## 周辺
- 市原緑地
- 市原市立白金小学校
- DIC千葉工場
- AGC千葉工場
- 不二サッシ千葉工場
- 国道16号

## アクセス
- JR内房線 八幡宿駅（西口）および五井駅から、徒歩約27～28分
- 小湊鉄道バス 市原郵便局前停留所下車
- 館山自動車道 市原ICから北へ約4km
- 駐車場あり：11台